# Ятрышничек
Ятрышничек (лат. Chamorchis; от др.-греч. χαμαί, khamai — приземистый и Orchis) — род травянистых растений семейства Орхидные (Orchidaceae). Включает единственный вид — Ятрышничек альпийский (Chamorchis alpina), произрастающий на каменистых склонах на Кольском полуострове, в Скандинавии, Средней Европе и Альпах.

## Ботаническое описание
Маленькое арктическое или альпийское растение с эллипсоидальными или яйцевидными клубнями и травянистыми прицветниками. Стебель 4—8 (10) см высотой, при основании с двумя тупыми, перепончатыми, беловатыми или буроватыми влагалищами, выше основания с 6—10 скученными узколинейными заострёнными листьями, 4—10 см длиной и 1—2 мм шириной, равными соцветию или слегка его превышающими.
Соцветие густое, до 3 см длиной и 1,2 см в диаметре, о 6—14 цветках. Цветки слегка поникающие, желтовато-зелёные, иногда частично буро-фиолетовые. Наружные листочки околоцветника яйцевидно-продолговатые, тупые, о трёх жилках, сложенные в виде шлема, 3 мм длиной, боковые неравносторонние. Два внутренних листочка околоцветника продолговатые, с одною жилкою, более узкие, короче или почти такой же длины, как и наружные. Губа без шпорца, продолговато-яйцевидная, тупая, при основании чуть вогнутая, цельная или неясно трёхлопастная, 3,5—4 мм длиной и 2—2,5 мм шириной; колонка маленькая; пыльник эллипсоидальный, тупой, с почти параллельными гнёздами; поллинии продолговато-яйцевидные с коротенькими ножками и пристающими к ним двумя крупными округлыми голыми желёзками; завязь сидячая, скрученная. Цветение в июле.

## Синонимы
Рода
- Chamaeorchis auct., orth. var.
- Chamaerepes Spreng.

Вида
- Aceras alpinum (L.) Steud.
- Arachnites alpinus (L.) F.W.Schmidt
- Chamaerepes alpina (L.) Spreng.
- Epipactis alpina (L.) Schrank
- Herminium alpinum (L.) Lindl.
- Herminium alpinum (L.) Sweet
- Ophrys alpina L.basionym
- Orchis alpina (L.) Scop.
- Orchis graminea Crantz
- Satyrium alpinum (L.) Pers.